# IJzer(III)bromide
IJzer(III)bromide is een ijzerzout van waterstofbromide, met als brutoformule FeBr3. De stof komt voor als een bruine kristallijne vaste stof met een hexagonale kristalstructuur.

## Synthese
IJzer(III)bromide kan bereid worden uit reactie van ijzer en dibroom:
{\displaystyle {\ce {2Fe + 3Br2 -> 2FeBr3}}}

## Toepassingen
IJzer(III)bromide is een lewiszuur en wordt onder meer als katalysator gebruikt bij aromatische bromeringen. IJzer(III)chloride wordt over het algemeen beschouwd als een sterkere oxidator dan ijzer(III)bromide, omdat het stabieler is.